# Starszy sternik motorowodny

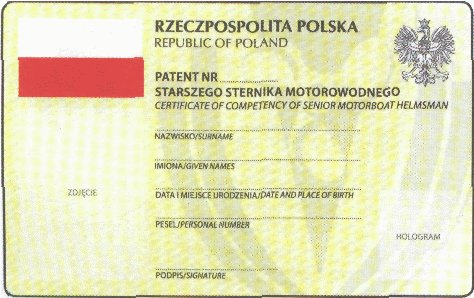
awers patentu starszego sternika motorowodnego

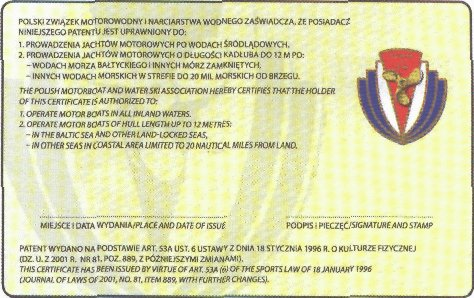
rewers patentu starszego sternika motorowodnego

Starszy sternik motorowodny – w latach 1981–2012 drugi w kolejności stopień motorowodny.

## Wymagania
- ukończenie 18. roku życia[1]
- odbycie co najmniej dwóch rejsów w czasie co najmniej 200 godzin żeglugi
- ukończenie szkolenia na stopień starszego sternika motorowodnego
- zdanie egzaminu na stopień starszego sternika motorowodnego

## Uprawnienia
- Prowadzenie jachtów motorowych po wodach śródlądowych.
- Prowadzenie jachtów motorowych o długości całkowitej do 12 m po wodach Morza Bałtyckiego i innych mórz zamkniętych.
- Prowadzenie jachtów motorowych o długości całkowitej do 12 m po innych wodach morskich w strefie do 20 mil morskich od brzegu

## Podstawa prawna
- Ustawa z 21 grudnia 2000 r. o żegludze śródlądowej (Dz.U. z 2025 r. poz. 18) (art. 37a)
  - Rozporządzenie Ministra Sportu z 9 czerwca 2006 r. w sprawie uprawiania żeglarstwa (Dz.U. z 2006 r. nr 105, poz. 712, ze zmianami: Dz.U. z 2006 r. nr 151, poz. 1088)